# Et Medlem af Gennemsnitsmenneskets Klub
Et Medlem af Gennemsnitsmenneskets Klub er en amerikansk stumfilm fra 1917 af Harry Beaumont.

## Medvirkende
- Bryant Washburn som William Manning Skinner
- Hazel Daly som Honey
- Virginia Valli
- Harry Dunkinson som Willard Jackson
- James C. Carroll som McLaughlin